# Österreichischer Buchpreis

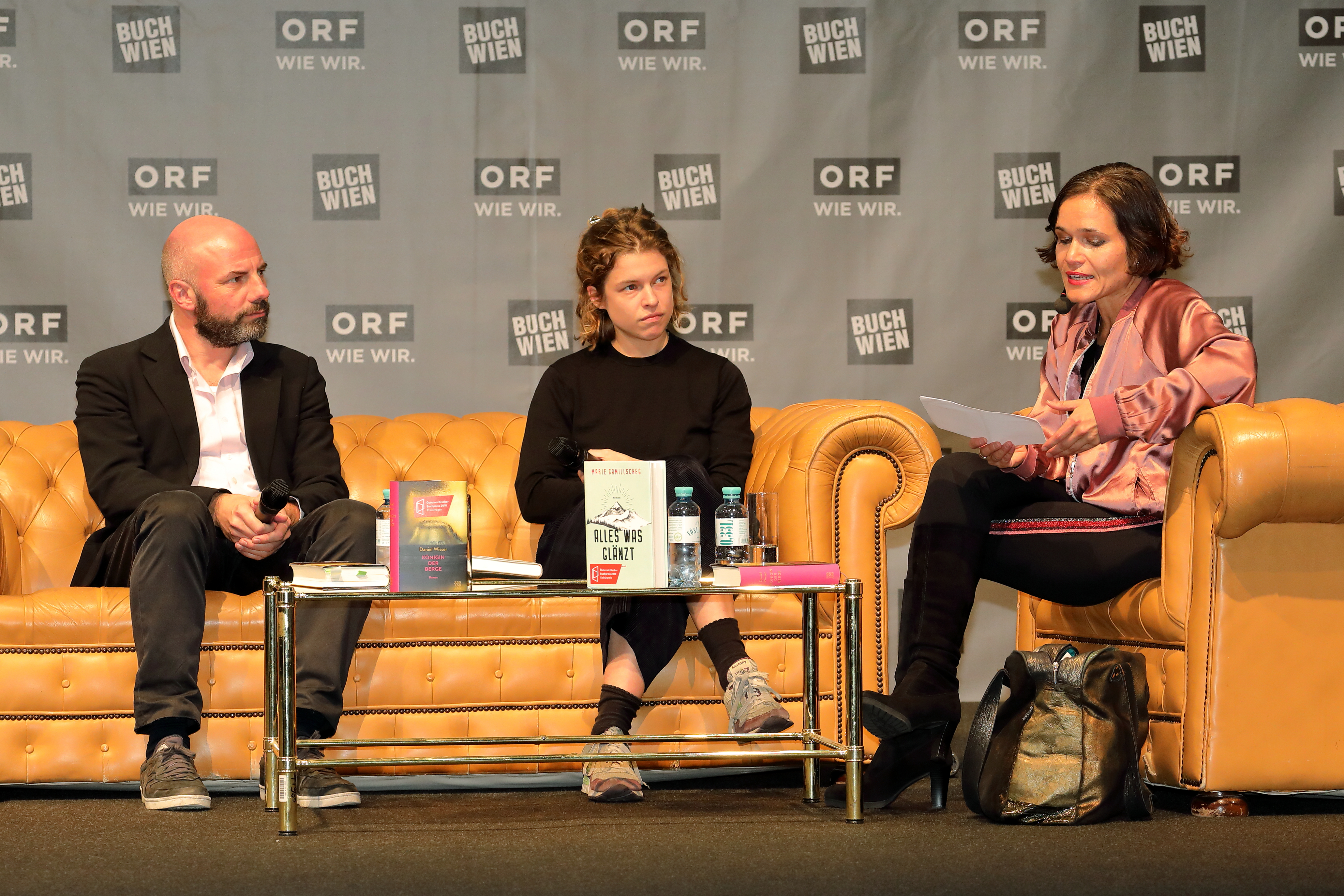
Der Gewinner des Jahres 2018 Daniel Wisser und die Gewinnerin des Debütpreises Marie Gamillscheg auf der Buch Wien 18

Der Österreichische Buchpreis ist ein seit 2016 verliehener Österreichischer Staatspreis und Literaturpreis des Bundesministeriums für Kunst, Kultur, öffentlichen Dienst und Sport (BMKÖS) der Republik Österreich. Initiator und Organisator des Preises ist der Hauptverband des Österreichischen Buchhandels. Neben dem Österreichischen Buchpreis wird der Österreichische Buchpreis Debüt für ein Erstlingswerk vergeben. Partner des Debütpreises ist die Kammer für Arbeiter und Angestellte Wien.

## Geschichte
Der Buchpreis wurde auf Initiative des Bundesministers Josef Ostermayer gegründet. Der Preis wurde am 14. März 2016 erstmals angekündigt. Die Schaffung eines eigenständigen österreichischen Preises war von österreichischen Autoren schon länger gefordert worden, die kritisiert hatten, bei der Verleihung des Deutschen Buchpreises regelmäßig nicht erfolgreich und damit auf dem Markt für literarische Werke benachteiligt zu sein.

## Auswahlverfahren
Verlage, die Mitglied im Hauptverband des österreichischen Buchhandels (HVB), im Börsenverein des Deutschen Buchhandels oder im Schweizer Buchhändler- und Verlegerverband (SBVV) sind, können sich mit jeweils maximal zwei Titeln aus ihrer Produktion bewerben. Die Titel müssen im Zeitraum vom 1. Oktober des Vorjahres bis zum 11. Oktober des Vergabejahres erschienen sein. Zusätzlich dürfen Verlage der Jury drei weitere Titel aus ihrem aktuellen Programm zur Aufnahme in den Wettbewerb vorschlagen.
Eine jährlich wechselnde Fachjury soll alle Einreichungen sichten und eine zehn Titel umfassende Longlist – sowie für den Debütpreis eine Shortlist aus drei Titeln – zusammenstellen, die jeweils im September veröffentlicht werden sollen. Aus der Longlist sollen die Juroren fünf Finalisten (Shortlist) ermitteln, die im Oktober bekannt gegeben werden sollen. Die Bekanntgabe der Siegertitel ist dann im Rahmen einer Preisverleihung am Vorabend der Buch Wien vorgesehen. Die Jury wird gemeinsam vom Bundeskanzleramt, dem Hauptverband des Österreichischen Buchhandels und der Arbeiterkammer Wien jährlich neu bestimmt.

## Preis
Der Preis ist mit insgesamt 45.000 Euro dotiert. Er soll jährlich zum Auftakt der Buch Wien im November das beste deutschsprachige belletristische, essayistische, lyrische oder dramatische Werk einer österreichischen Autorin bzw. eines österreichischen Autors mit einer Preissumme von 20.000 Euro auszeichnen. Die vier weiteren für den Preis Nominierten erhalten jeweils 2.500 Euro. Zusätzlich stiftet die Arbeiterkammer Wien einen Debütpreis (10.000 Euro für den Siegertitel, zwei weitere Finalisten erhalten 2.500 Euro).

### 2016
2016 setzte sich die Jury aus Klaus Amann (Germanist), Sandra Kegel (Frankfurter Allgemeine Zeitung), Kurt Reissnegger (Ö1), Rotraut Schöberl (Buchhandlung Leporello) und Brigitte Schwens-Harrant (Die Furche) zusammen. Am 11. Oktober 2016 wurden die Nominierungen für 2016 bekanntgegeben. Ausgezeichnet wurde fleurs von Friederike Mayröcker.
- Sabine Gruber: Daldossi oder Das Leben des Augenblicks
- Peter Henisch: Suchbild mit Katze
- Friederike Mayröcker: fleurs
- Anna Mitgutsch: Die Annäherung
- Peter Waterhouse (Autor) und Nanne Meyer (Illustrationen): Die Auswandernden

Die Longlist, bestehend aus insgesamt zehn Titeln, wurde am 6. September 2016 bekanntgegeben, auf dieser befanden sich außerdem folgende Autoren und Titel:
- Michael Köhlmeier: Das Mädchen mit dem Fingerhut
- Kathrin Röggla: Nachtsendung
- Daniela Emminger: Gemischter Satz
- Reinhard Kaiser-Mühlecker: Fremde Seele, dunkler Wald
- Ann Cotten: Verbannt!

Die Shortlist Debüt 2016 umfasste folgende drei Titel. Ausgezeichnet wurde Traurige Freiheit von Friederike Gösweiner.
- Sacha Batthyany: Und was hat das mit mir zu tun?
- Friederike Gösweiner: Traurige Freiheit
- Katharina Winkler: Blauschmuck

Die Bekanntgabe der Preisträger für das Jahr 2016 erfolgte am 8. November 2016.

### 2017
Für den zweiten Österreichischen Buchpreis wurden insgesamt 141 Titel von 79 Verlagen eingereicht, davon bewarben sich 25 Verlage mit 28 Erstlingstiteln für den Debütpreis. 33 der Verlage stammen aus Österreich, 20 aus Deutschland und einer aus der Schweiz. Die Jury setzt sich 2017 aus Petra Hartlieb (Buchhandlung Hartliebs Bücher), Klaus Kastberger (Literaturhaus Graz), Klaus Nüchtern (Falter), Kristina Pfoser (ORF) und Wiebke Porombka (Frankfurter Allgemeine Zeitung) zusammen.
Ausgezeichnet wurde Tiere für Fortgeschrittene von Eva Menasse, der Debütpreis ging an Sechzehn Wörter von Nava Ebrahimi.
Am 5. September 2017 wurden die zehn Titel der Longlist 2017 bekanntgegeben und am 10. Oktober 2017 die fünf Titel der Shortlist:
- Brigitta Falkner: Strategien der Wirtsfindung
- Olga Flor: Klartraum
- Paulus Hochgatterer: Der Tag, an dem mein Großvater ein Held war
- Eva Menasse: Tiere für Fortgeschrittene
- Robert Menasse: Die Hauptstadt

Longlist (ohne Finalisten)
- Oswald Egger: Val Di Non
- Doris Knecht: Alles über Beziehungen
- Karin Peschka: Autolyse Wien
- Doron Rabinovici: Die Außerirdischen
- Franz Schuh: Fortuna. Aus dem Magazin des Glücks

Die Shortlist Debüt 2017 umfasste folgende drei Titel:
- Mascha Dabić: Reibungsverluste
- Irene Diwiak: Liebwies
- Nava Ebrahimi: Sechzehn Wörter

Die Bekanntgabe der Preisträger für das Jahr 2017 erfolgte am 7. November 2017.

### 2018
Für den dritten Österreichischen Buchpreis wurden insgesamt 150 Titel von 83 Verlagen eingereicht, davon bewarben sich 23 Verlage mit 29 Erstlingstiteln für den Debütpreis. 39 der Verlage stammen aus Österreich, 19 aus Deutschland und zwei aus der Schweiz. 60 Verlage reichten 121 Werke aus den Bereichen Belletristik, Lyrik, Drama und Essay ein. Die Jury setzt sich 2018 aus Bernhard Fetz (Literaturarchiv der ÖNB), Konstanze Fliedl (Universität Wien), Jens Jessen (Die Zeit), Evelyne Polt-Heinzl (Literaturhaus Wien) und Bettina Wagner (Buchhandlung Seeseiten) zusammen.
Am 5. September 2018 wurden die zehn Titel der Longlist sowie die drei Titel der Shortlist des Debütpreises 2018 bekanntgegeben, am 9. Oktober 2018 erfolgte die Bekanntgabe der fünf Titel der Hauptpreis-Shortlist. Die Gewinner wurden im Rahmen der Preisverleihung am 5. November 2018 bekanntgegeben.
Ausgezeichnet wurde Königin der Berge von Daniel Wisser, der Debütpreis ging an Alles was glänzt von Marie Gamillscheg.
Shortlist
- Milena Michiko Flašar: Herr Katō spielt Familie
- Gerhard Jäger: All die Nacht über uns
- Heinrich Steinfest: Die Büglerin
- Josef Winkler: Laß dich heimgeigen, Vater, oder Den Tod ins Herz mir schreibe
- Daniel Wisser: Königin der Berge

Longlist (ohne Finalisten)
- Mareike Fallwickl: Dunkelgrün fast schwarz
- Arno Geiger: Unter der Drachenwand
- Hanno Millesi: Die vier Weltteile
- Margit Schreiner: Kein Platz mehr
- Robert Seethaler: Das Feld

Die Shortlist Debüt 2018 umfasste folgende drei Titel:
- Ljuba Arnautović: Im Verborgenen
- David Fuchs: Bevor wir verschwinden
- Marie Gamillscheg: Alles was glänzt

### 2019
Für den vierten Österreichischen Buchpreis wurden insgesamt 140 Titel von 68 Verlagen eingereicht, davon bewarben sich 23 Verlage mit 26 Erstlingstiteln für den Debütpreis. 39 der Verlage stammen aus Österreich, 28 aus Deutschland und einer aus Liechtenstein. Die Jury setzt sich 2019 aus Pia Janke, Robert Renk (Buchhändler), Christian Schacherreiter (Literaturkritiker), Anne-Catherine Simon und Uwe Wittstock zusammen.
Am 4. September 2019 wurden die zehn Titel der Longlist sowie die drei Titel der Shortlist des Debütpreises 2019 bekanntgegeben, am 8. Oktober 2019 erfolgte die Bekanntgabe der fünf Titel der Hauptpreis-Shortlist. Die Gewinner wurden im Rahmen der Preisverleihung am 4. November 2019 bekanntgegeben.
Ausgezeichnet wurde Als ich jung war von Norbert Gstrein, der Debütpreis ging an Vater unser von Angela Lehner.
Shortlist
- Raphaela Edelbauer: Das flüssige Land
- Karl-Markus Gauß: Abenteuerliche Reise durch mein Zimmer
- Norbert Gstrein: Als ich jung war
- Sophie Reyer: Mutter brennt
- Clemens J. Setz: Der Trost runder Dinge

Longlist (ohne Finalisten)
- Harald Darer: Blaumann
- Florjan Lipuš: Schotter
- Gerhard Roth: Die Hölle ist leer – die Teufel sind alle hier
- Marlene Streeruwitz: Flammenwand
- Ivna Žic: Die Nachkommende

Die Shortlist Debüt 2019 umfasste folgende drei Titel:
- Marko Dinić: Die guten Tage
- Angela Lehner: Vater unser
- Tanja Raich: Jesolo

### 2020
Für den fünften Österreichischen Buchpreis wurden insgesamt 117 Titel eingereicht; davon entfielen 98 Titel von 52 Verlagen auf den Österreichischen Buchpreis, während sich 17 Verlage mit 19 Erstlingstiteln für den Debütpreis bewarben. 31 der Verlage stammten aus Österreich, 28 aus Deutschland und zwei aus der Schweiz. Die Bekanntgabe der ausgezeichneten Titel erfolgte am 9. November 2020.
Ausgezeichnet wurde Geschichten mit Marianne von Xaver Bayer; der Debütpreis ging an Die Forelle von Leander Fischer.
Shortlist
- Helena Adler: Die Infantin trägt den Scheitel links
- Xaver Bayer: Geschichten mit Marianne
- Monika Helfer: Die Bagage
- Karin Peschka: Putzt euch, tanzt, lacht
- Cornelia Travnicek: Feenstaub

Longlist
- Melitta Breznik: Mutter. Chronik eines Abschieds
- Ludwig Fels: Mondbeben
- Verena Stauffer: Ousia
- Michael Stavarič: Fremdes Licht
- Ilija Trojanow: Doppelte Spur

Die Shortlist Debüt 2020 umfasste folgende drei Titel:
- Leander Fischer: Die Forelle
- Gunther Neumann: Über allem und nichts
- Mercedes Spannagel: Das Palais muss brennen

### 2021
Für den sechsten Österreichischen Buchpreis wurden insgesamt 122 Titel von 57 Verlagen eingereicht; davon bewarben sich 18 Verlage mit 21 Erstlingstiteln für den Debütpreis. 39 der Verlage stammen aus Österreich, 17 aus Deutschland und einer aus der Schweiz. Die Jury setzt sich 2021 aus Tilman Eder (Buchhändler), Walter Grond, Manuela Reichart, Daniela Strigl und Peter Zimmermann (ORF-Journalist) zusammen.
Am 2. September 2021 wurden die zehn Titel der Longlist sowie die drei für den Debütpreis 2021 nominierten Titel bekanntgegeben; am 14. Oktober 2021 erfolgte die Bekanntgabe der fünf Titel der Hauptpreis-Shortlist. Die Gewinner wurden im Rahmen der Preisverleihung am 8. November 2021 im Wiener Kasino am Schwarzenbergplatz bekanntgegeben.
Ausgezeichnet wurde DAVE von Raphaela Edelbauer; der Debütpreis ging an Revolver Christi von Anna Albinus.
Shortlist
- Anna Baar: Nil
- Daniela Chana: Neun seltsame Frauen
- Raphaela Edelbauer: DAVE
- Olga Flor: Morituri
- Ferdinand Schmalz: Mein Lieblingstier heißt Winter

Longlist (ohne Finalisten)
- Monika Helfer: Vati
- Hanno Millesi: Der Charme der langen Wege
- Teresa Präauer: Das Glück ist eine Bohne
- Sophie Reyer: 1431
- Franz Schuh: Lachen und Sterben

Die Shortlist Debüt 2021 umfasste folgende drei Titel:
- Anna Albinus: Revolver Christi
- Anna Felnhofer: Schnittbild
- Clemens Bruno Gatzmaga: Jacob träumt nicht mehr

### 2022
Für den siebenten Österreichischen Buchpreis wurden insgesamt 133 Titel von 62 Verlagen eingereicht, davon bewarben sich 18 Verlage mit 23 Erstlingstiteln für den Debütpreis. 35 der Verlage stammen aus Österreich, 26 aus Deutschland und einer aus der Schweiz. Die Jury setzt sich 2022 aus Buchhändler Bernhard Bastien, Ö1-Redakteurin Edith-Ulla Gasser, Stefan Gmünder, Literaturkritikerin Katharina Teutsch und Literaturwissenschaftler Günther Stocker zusammen.
Am 6. September 2022 wurden die zehn Titel der Longlist sowie die drei Titel der Shortlist des Debütpreises 2022 bekanntgegeben, am 11. Oktober 2022 erfolgte die Bekanntgabe der fünf Titel der Hauptpreis-Shortlist. Die Gewinner wurden im Rahmen der Preisverleihung am 21. November 2022 bekanntgegeben.
Ausgezeichnet wurde Mon Cheri und unsere demolierten Seelen von Verena Roßbacher; der Debütpreis ging an Luftpolster von Lena-Marie Biertimpel.
Shortlist
- Helena Adler: Fretten
- Reinhard Kaiser-Mühlecker: Wilderer
- Anna Kim: Geschichte eines Kindes
- Robert Menasse: Die Erweiterung
- Verena Rossbacher: Mon Chéri und unsere demolierten Seelen

Longlist (ohne Finalisten)
- Iris Blauensteiner: Atemhaut
- Markus Grundtner: Die Dringlichkeit der Dinge
- Monika Helfer: Bettgeschichten und andere
- Teresa Präauer: Mädchen
- Thomas Stangl: Quecksilberlicht

Die Shortlist Debüt 2022 umfasste folgende drei Titel:
- Lena-Marie Biertimpel: Luftpolster
- Sirka Elspaß: ich föhne mir meine wimpern
- Anna Maria Stadler: Maremma

### 2023
Für den achten Österreichischen Buchpreis wurden insgesamt 137 Titel von 59 Verlagen eingereicht, davon bewarben sich 18 Verlage mit 21 Erstlingstiteln für den Debütpreis. 35 der Verlage stammen aus Österreich, 23 aus Deutschland und einer aus der Schweiz. Die Jury setzt sich 2023 aus der Buchhändlerin Verena Brunner-Loss, Imogena Doderer (ORF), Joachim Leitner (Tiroler Tageszeitung), Katrin Schumacher (MDR) und Norbert Christian Wolf (Universität Wien) zusammen.
Am 5. September 2023 wurden die zehn Titel der Longlist sowie die drei Titel der Shortlist des Debütpreises 2023 bekanntgegeben, am 10. Oktober 2023 erfolgte die Bekanntgabe der fünf Titel der Hauptpreis-Shortlist. Die Gewinner wurden im Rahmen der Preisverleihung am 6. November 2023 bekanntgegeben.
Ausgezeichnet wurde Monde vor der Landung von Clemens Setz; der Debütpreis ging an Drama von Arad Dabiri.
Shortlist
- Milena Michiko Flašar: Oben Erde, unten Himmel
- Wolf Haas: Eigentum
- Maja Haderlap: Nachtfrauen
- Teresa Präauer: Kochen im falschen Jahrhundert
- Clemens J. Setz: Monde vor der Landung

Longlist (ohne Finalisten)
- Birgit Birnbacher: Wovon wir leben
- Susanne Gregor: Wir werden fliegen
- Bodo Hell: Begabte Bäume
- Karin Peschka: Dschomba
- Christina Walker: Kleine Schule des Fliegens

Die Shortlist Debüt 2023 umfasste folgende drei Titel:
- Arad Dabiri: Drama
- Thomas Oláh: Doppler
- Eva Reisinger: Männer töten

### 2024
Für den neunten Österreichischen Buchpreis wurden insgesamt 110 Titel von 62 Verlagen eingereicht, davon 84 Titel von 56 Verlagen für den Hauptpreis. 21 Verlage bewarben sich mit 26 Erstlingstiteln für den Debütpreis. 34 der Verlage stammen aus Österreich, 25 aus Deutschland und drei aus der Schweiz.
Die Jury setzt sich 2024 aus Zita Bereuter (Ressortleiterin Literatur, FM4), Anke Bosse (Literaturwissenschaftlerin, Universität Klagenfurt), Nicole List (Buchhändlerin, Buchhandlung List), Johanna Öttl (Literaturprogramm, Alte Schmiede) und Judith von Sternburg (Literaturkritikerin und Redakteurin, Frankfurter Rundschau) zusammen.
Am 5. September 2024 wurden die zehn Titel der Longlist sowie die drei Titel der Shortlist des Debütpreises 2024 bekanntgegeben, am 9. Oktober 2024 erfolgte die Bekanntgabe der fünf Titel der Hauptpreis-Shortlist. Die Gewinner sollen im Rahmen der Preisverleihung am 18. November 2024 zum Auftakt der Buch Wien bekanntgegeben werden.
Ausgezeichnet wurde Brennende Felder von Reinhard Kaiser-Mühlecker; der Debütpreis ging an Nachwasser von Frieda Paris.
Shortlist
- Valerie Fritsch: Zitronen
- Elias Hirschl: Content
- Reinhard Kaiser-Mühlecker: Brennende Felder
- Elke Laznia: Fischgrätentage
- Katharina Winkler: Siebenmeilenherz

Longlist
- Arno Geiger: Reise nach Laredo
- Michael Köhlmeier: Das Philosophenschiff
- Jessica Lind: Kleine Monster
- Stephan Roiss: Lauter
- Barbara Zeman: Beteigeuze

Die Shortlist Debüt 2024 umfasste folgende drei Titel:
- Verena Dolovai: Dorf ohne Franz
- Julia Jost: Wo der spitzeste Zahn der Karawanken in den Himmel hinauf fletscht
- Frieda Paris: Nachwasser

### 2025
Für den zehnten Österreichischen Buchpreis wurden insgesamt 101 Titel eingereicht, davon 72 Titel von 49 Verlagen für den Hauptpreis. 23 Verlage bewarben sich mit 29 Erstlingstiteln für den Debütpreis. 30 der Verlage stammen aus Österreich, 24 aus Deutschland und vier aus der Schweiz.
Die Jury setzt sich 2025 aus Katja Gasser, Stefan Kutzenberger, Theresia Prammer, Ulla Remmer und Franz Schuh zusammen.
Am 3. September 2025 sollen die zehn Titel der Longlist sowie die sechs Titel der Shortlist des Debütpreises 2025 bekanntgegeben werden, am 9. Oktober 2025 soll die Bekanntgabe der fünf Titel der Hauptpreis-Shortlist und der drei Titel für den Debütpreis erfolgen.